# Tennis op de Paralympische Zomerspelen 1996
Op de Xe Paralympische Spelen die in 1996 werden gehouden in het Amerikaanse Atlanta was Tennis een van de 19 sporten die tijdens deze spelen werd beoefend.

## Mannen

### Individueel
| plaats | land | naam          |
| ------ | ---- | ------------- |
| Goud   | NED  | Ricky Molier  |
| Zilver | USA  | Stephen Welch |
| Brons  | AUS  | David Hall    |

### Dubbel
| plaats | land | naam                         |
| ------ | ---- | ---------------------------- |
| Goud   | USA  | Stephen Welch Vance Parmelly |
| Zilver | AUS  | David Hall Mick Connell      |
| Brons  | NED  | Eric Stuurman Ricky Molier   |

## Vrouwen

### Individueel
| plaats | land | naam                          |
| ------ | ---- | ----------------------------- |
| Goud   | NED  | Maaike Smit                   |
| Zilver | NED  | Monique Kalkman-Van den Bosch |
| Brons  | NED  | Chantal Vandierendonck        |

### Dubbel
| plaats | land | naam                                                 |
| ------ | ---- | ---------------------------------------------------- |
| Goud   | NED  | Chantal Vandierendonck Monique Kalkman-Van den Bosch |
| Zilver | USA  | Hope Lewellen Nancy Olson                            |
| Brons  | FRA  | Oristelle Marx Arlette Racineux                      |

Atletiek · Bankdrukken · Basketbal · Boogschieten · Boccia · CP-voetbal · Goalball · Judo · Koersbal · Paardensport · Schermen · Schietsport · Tafeltennis · Tennis · Volleybal · Wielersport · Zeilen · Zwemmen
Seoel 1988 ·
Barcelona 1992 ·
Atlanta 1996 ·
Sydney 2000 ·
Athene 2004 ·
Peking 2008 ·
Londen 2012 ·
Rio de Janeiro 2016 ·
Tokio 2020 ·
Parijs 2024 ·
Los Angeles 2028